# آبشار کانستی
آبشار کانستی (به انگلیسی: Connestee Falls) آبشاری است که در کارولینای شمالی، ایالات متحده آمریکا واقع شده و ارتفاع کلی ریزشگاه آن ۸۵ فوت (۲۶ متر) است.